# Boosmansbos
Het Boosmansbos-wildernisgebied is een natuurgebied in het Langeberg-gebergte van de provincie West-Kaap van Zuid-Afrika. Het ligt vlak naast het kleinere Grootvadersbosch-natuurreservaat. Samen daarmee is het een van de acht beschermde gebieden van het Kaaps florarijk die door de Verenigde Naties erkend zijn als Werelderfgoed. 
Het gebied is vooral bij wandelaars in trek. De hoogste berg in het reservaat is met zijn 1637 m de Grootberg.  Er is 64 km wandelpad, vooral door fijnbos en heide, maar ook bos. Er komen een aantal zeldzame soorten dopheide voor, zoals Erica blenna, E. langebergensis en E. barrydalensis.
Ongeveer 184 vogelsoorten worden er regelmatig gezien, waaronder de roodkeelfrankolijn, de vechtarend en de natalvechtkwartel.
Er zijn ook een aantal antilopesoorten, mangoesten en genetkat.
Gebieden met hominide-fossielen van Zuid-Afrika ·
iSimangoliso moeraslandpark ·
Robbeneiland · 
uKhahlamba / Drakensbergen park ·
Cultuurlandschap Mapungubwe ·
Beschermde gebieden van de Floraregio van de Kaap ·
Vredefortkrater ·
Cultureel en botanisch landschap van Richtersveld ·
Cultuurlandschap van de Khomani · 
Mensenrechten, bevrijding en verzoening: Nelson Mandela herdenkingssites · 
De opkomst van modern menselijk gedrag: de pleistocene bezettingsplaatsen van Zuid-Afrika